# قيد الانتهاك
في حوكمة الشركات، يكون تقييد الانتهاك هو الحد الأقصى لرواتب المسؤولين التنفيذيين.